# فيليكس كاستيلو
فيليكس كاستيلو (بالإسبانية: Félix Castillo)‏ (21 فبراير 1928 بليما في بيرو - 12 أكتوبر 1978 بليما في بيرو) هو مدرب كرة قدم ولاعب كرة قدم بيروفي في مركز جناح ‏. شارك مع منتخب بيرو لكرة القدم. أما مع النوادي، فقد لعب مع أليانزا ليما وأمريكا دي كالي.

## وصلات خارجية
- فيليكس كاستيلو على موقع ناشيونال فوتبول تيمز (الإنجليزية)